# Polskie Siły Powietrzne
Polskie Siły Powietrzne (PSP) – samodzielny rodzaj sił zbrojnych Polskich  Sił Zbrojnych w latach 1940–1947.

## Organizacja Polskich Sił Powietrznych
Po ustaniu we wrześniu 1939 działań wojennych w Polsce rząd polski czynił starania, by na terenie państw będących w stanie wojny z Niemcami zorganizować Polskie Siły Zbrojne, a w ich składzie odbudować również  lotnictwo. 25 października w dowództwie francuskich sił powietrznych odbyła się konferencja przedstawicieli lotnictwa Francji, Wielkiej Brytanii i Polski. 
Na czele delegacji gospodarzy stał generał Jean Charles Romatet, szefem delegacji brytyjskiej był wicemarszałek lotnictwa Douglas Claude Strathem Evill, natomiast delegacji polskiej przewodniczył generał Józef Zając. Prezentując stanowisko polskie, gen. Zając wyraził przekonanie, że miejscem formowania polskich oddziałów lotniczych powinna być raczej Wielka Brytania. Dodał również, że władze polskie spodziewają się wyewakuować jeszcze około 5–6 tysięcy osób personelu lotniczego, w tym 650 pilotów, 200–300 obserwatorów i strzelców pokładowych, 250 oficerów technicznych i inżynierów, 1500 mechaników oraz 2500 osób pomocniczego personelu naziemnego. Część tego personelu znajdowała się już wówczas na terenie Francji. Przedstawiciele Francji uważali, że lepszym rozwiązaniem byłoby podzielenie stosunkowo licznego personelu polskiego na dwie części i organizowanie oddziałów polskich u boku obu sojuszników. Pogląd francuski podzielał wicemarszałek Evill, uważając, że dzięki podziałowi zadań pomiędzy Francję i Wielką Brytanię środki dostępne na wyposażenie oddziałów polskich mogłyby zostać zdwojone. 
Wstępne porozumienie przewidywało powstanie we Francji Polskich Sił Powietrznych (PSP) we Francji. Ustalono, że także Wielka Brytania przyjmie na swoje terytorium 300 osób personelu latającego oraz 2000 osób personelu technicznego i pomocniczego. Oddzielne umowy w sprawie organizacji oddziałów PSP we Francji i Anglii miały być podpisane z rządami tych państw.
Polsko-francuskie pertraktacje zakończyły się ostatecznie 4 stycznia 1940 podpisaniem umowy lotniczej. Ze strony francuskiej podpis złożył premier Edouard Daladier, natomiast ze strony polskiej gen. Władysław Sikorski. Zgodnie z ustaleniami jednostki polskie miały być używane przez francuskie dowództwo na takich samych warunkach, jak siły powietrzne Francji, z zachowaniem charakteru sił sprzymierzonych. W miarę możliwości lotnictwo polskie miało działać na kierunkach walk polskich sił lądowych. Polskie naczelne dowództwo miało prawo inspekcjonowania polskich jednostek lotniczych. Umowa regulowała ponadto kwestię uznawania polskich dyplomów specjalistycznych na równi z dyplomami francuskimi.
17 lutego 1940 podpisano umowę (umowa techniczna) pomiędzy francuskim ministerstwem lotnictwa a polskim Ministerstwem Spraw Wojskowych. Zgodnie z nim jako pierwszy miał być utworzony dwueskadrowy dywizjon myśliwski, w drugiej kolejności kolejny taki sam dywizjon, następnie jedna lub dwie eskadry współdziałania i jednostki kadrowe. Jednostki te miały zostać zorganizowane na podstawie etatu francuskiego i wyposażone we francuski sprzęt. Eskadry polskie przed wejściem w skład całkowicie polskich dywizjonów miały być czasowo przydzielane do francuskich dywizjonów myśliwskich. Eskadry te miały być podporządkowane dowódcy francuskiego dywizjonu i używane w tych samych warunkach co francuskie eskadry i w łączności z nimi. Dywizjony polskie, po ich utworzeniu, miały być podporządkowane naczelnemu dowództwu francuskich sił powietrznych. Umowa techniczna mówiła również o możliwości kierowania pewnej liczby polskiego personelu do dyspozycji dowództwa francuskiego. Zgodnie z umową, we francuskiej bazie lotniczej Lyon-Bron miał zostać zorganizowany ośrodek szkolenia polskiego lotnictwa wojskowego; początkowo z kadrą polsko-francuską, później całkowicie polską. W zależności od zaistniałych potrzeb szkoleniowych, personel polski miał być kierowany na staże do francuskich szkół i ośrodków szkoleniowych.

22 lutego 1940 rozkaz Naczelnego Wodza usamodzielnił lotnictwo jako formację równorzędną wobec wojsk lądowych i marynarki wojennej. Od tej pory polskie lotnictwo wojskowe stało się rodzajem sił zbrojnych, a jego oficjalna nazwa to Polskie Siły Powietrzne.

Na początku 1940 rozpoczęto przeszkolenie polskich lotników w Centrum Wyszkolenia Lotnictwa w Lyon–Bron oraz w ośrodkach szkolenia lotnictwa francuskiego. Funkcjonowało też Dowództwo Lotnictwa i Obrony Przeciwlotniczej w Paryżu z gen. dyw. Józefem Zającem na czele. Podlegały mu polskie jednostki lotnicze i artyleria przeciwlotnicza. W maju 1940 w lotnictwie służyło 6863 żołnierzy, w tym 1449 oficerów, 2836 podoficerów i 2578 szeregowców. W składzie lotnictwa znajdowały się 4 dywizjony lotnictwa myśliwskiego, 2 dywizjony rozpoznawcze i jeden dywizjon bombowy.
Na sytuację polskiego lotnictwa wojskowego we Francji duży wpływ miały ograniczone możliwości lotnictwa francuskiego. Francuzi nie byli w stanie zapewnić polskim jednostkom samolotów, zarówno szkolnych jak i bojowych. Mimo trudności, lotnictwo polskie wykonało wiosną 1940 niemały wysiłek mobilizacyjno-organizacyjny, wystawiając cztery dywizjony wobec 22 francuskich.
Zgodnie ze wstępnym porozumieniem polsko-francusko-brytyjskim z 25 października 1939, 3 grudnia odpłynął z Francji do Wielkiej Brytanii pierwszy transport polskich lotników, a ich stan na wyspach stale się powiększał. W lutym 1940 było ich już 2226. Polscy lotnicy rozpoczęli szkolenie w Ośrodku Szkolenia Ziemnego na lotnisku Eastchurch. W 1940 Ośrodek przeniesiono do Blackpool, które stało się ośrodkiem zbornym i główną bazą Polskich Sił Zbrojnych. Wskutek strat RAF we Francji, Anglicy rozpoczęli także ochotniczy zaciąg Polaków do służby w lotnictwie brytyjskim.
Umowa lotnicza z Wielką Brytanią została podpisana dopiero 11 czerwca 1940. Z podpisaniem umowy zwlekała strona polska, ponieważ Anglicy nie chcieli się zgodzić na żądanie gen. Sikorskiego, aby polskie lotnictwo na terenie Wielkiej Brytanii stanowiło suwerenną siłę pod dowództwem władz polskich. Umowa ta postanawiała w części ogólnej, że w ramach RAF zostaną zorganizowane polskie jednostki lotnicze na zasadach obowiązujących w lotnictwie brytyjskim i że związane z tym wydatki finansowe będzie ponosił rząd polski. Postanowiono też, że:
- zostaną zorganizowane dwa polskie dywizjony bombowe;
- utworzony zostanie Inspektorat Lotnictwa;
- Naczelnemu Wodzowi i Dowódcy PSP (urzędującym wówczas we Francji) przysługuje prawo inspekcji jednostek;
- bez zgody rządu polskiego jednostki polskie nie będą wysyłane poza Europę;
- lotnicy polscy po zaciągnięciu się do RAFVR będą podlegali brytyjskiemu prawu i brytyjskim przepisom wojskowym;
- lotnicy składać będą dwie przysięgi – brytyjską i polską;
- oficerowie będą przyjmowani do służby w stopniu podporucznika, a pozostali w stopniu szeregowca;
- awanse oraz wyznaczanie na stanowiska dowódcze będą konsultowane z Naczelnym Wodzem;
- na stopnie podoficerskie będzie awansował dowódca RAF Station;
- polscy lotnicy będą nosili mundury angielskie, jednak z polskim orzełkiem i z napisem Poland;
- samoloty polskie będą mogły mieć na kadłubach namalowane  biało-czerwone szachownice;
- na lotnisku, poniżej flagi  RAF, może być wywieszana polska flaga lotnicza.

Druga umowa lotnicza, podpisana 5 sierpnia 1940, nieco łagodziła drażliwe postanowienia pierwszej umowy, a główne jej punkty określały:
- Polskie Siły Powietrzne formalnie są częścią suwerennych Polskich Sił Zbrojnych, a ich podległość względem dowódców RAF sprowadza się do organizacji, wyszkolenia i dyscypliny oraz bojowego użycia;
- nastąpi formowanie kolejnych dywizjonów, w tym myśliwskich;
- Air Ministry będzie współpracować z Inspektoratem PSP w zakresie administrowania personelem polskim;
- lotnicze flagi polskie na lotniskach wywieszane będą obok flag brytyjskich;
- na angielskich mundurach lotnicy mogą nosić oznaki stopni wojskowych i polskie oznaki specjalności lotniczych.

6 kwietnia 1944 podpisano trzecią umowę lotniczą. Polski personel lotniczy przeszedł całkowicie pod rozkazy polskich władz wojskowych; żołnierze podlegali polskim sądom wojskowym, polskim przełożonym i polskiemu regulaminowi. W tym czasie Inspektorat Polskich Sił Zbrojnych przemianowano na Dowództwo PSP.
W dniu zakończenia wojny na lotniskach w Niemczech (Nordhom i Werrelbusch) znajdowały się dywizjony 131 skrzydła myśliwskiego, we Włoszech dywizjony 318 i 663; pozostałe stacjonowały w Anglii. Ogółem, wg stanu na 1 maja 1945, PSP liczyły 14 351 osób, w tym 2087 oficerów, 10 692 podoficerów i szeregowców, 1107 kobiet ochotniczek, 465 małoletnich.

## Finansowanie Polskich Sił Powietrznych
Finansowanie PSP regulowała początkowo umowa polsko-brytyjska z 5 sierpnia 1940. Ponoszone koszty traktowane były jako zaliczka na konto pożyczki, jakiej udziela się Polsce, która spłacana będzie po wojnie. W koszty wliczano także stracone w obronie Anglii własne samoloty, materiały pędne, użytkowanie lotnisk, korzystanie z pomieszczeń służbowych i kwater. Koszty wyposażenia jednostek w sprzęt, szkolenia, przezbrojenia w nowy sprzęt i uposażenia kadry rozliczano kwartalnie.
Sytuacja zmieniła się nieco, kiedy 11 marca 1941 Kongres Stanów Zjednoczonych uchwalił ustawę „Lend-Lease Act”, która upoważniała prezydenta do sprzedaży, wynajmu lub pożyczki państwom sprzymierzonym materiałów wojennych i wszelkich innych towarów, niezbędnych do prowadzenia wojny. Państwa otrzymujące pomoc w ramach „Lend-Lease Act” zawierały ze Stanami Zjednoczonymi dwustronne porozumienia. Długi za materiały stracone lub zniszczone w toku działań wojennych podlegały umorzeniu. Natomiast sprzęt i materiały, które po zakończeniu wojny pozostawały w dyspozycji korzystających z nich państw, miały być spłacone lub zwrócone. Wielka Brytania wprowadziła również „Lend-Lease Act”. Odpowiedni protokół w tej sprawie został podpisany przez rząd brytyjski i polski 29 czerwca 1944, z mocą wsteczną od 1940. Obliczone przez władze finansowe RAF koszty utrzymania Polskich Sił Powietrznych w Wielkiej Brytanii wyniosły 107 milionów i 650 tysięcy funtów szterlingów.

## Inspektorzy PSP
- gen. bryg. pil. Władysław Kalkus (maj 1940 – 1 lipca 1940)
- gen. bryg. pil. Stanisław Ujejski (17 lipca 1940 – 15 sierpnia 1943)
- gen. bryg. pil. Mateusz Iżycki (23 sierpnia 1943 do końca wojny)

## Sztandar PSP
Sztandar z wyobrażeniem Matki Boskiej Ostrobramskiej i słowami "Miłość żąda ofiary" powstał z inicjatywy kpt. pil. Jana Hryniewicza, przebywającego pod koniec 1939 roku we Francji. Projekt sztandaru wykonali dwaj podchorążowie – Zbigniew Wojda i Kazimierz Karaszewski. Projekt przekazano do Wilna, gdzie zebrano fundusze oraz z udziałem metropolity wileńskiego sprowadzono z Berlina nici i adamaszek. Wyszywaniem zajęły się siostry zakonne. Sztandar został ukończony w czerwcu 1940. Po pierwszej nieudanej próbie dostarczenia sztandaru do już kapitulującej Francji, sztandar został z Wilna przez Kowno z pomocą japońskiego konsula przewieziony do Berlina, a stamtąd do Sztokholmu, skąd trafił do Londynu 4 marca 1941.
W dniu 16 lipca 1941, w bazie RAF Swinderby, kpt. pil. Jan Hryniewicz wręczył sztandar gen. Lucjanowi Żeligowskiemu, który przekazał go na ręce generała  Władysława Sikorskiego. Naczelny Wódz Polskich Sił Zbrojnych przyjął uroczyste ślubowanie na sztandar Inspektora PSP gen. bryg. obs. Stanisława Ujejskiego w imieniu całego lotnictwa, który następnie wręczył sztandar dowódcy 300 Dywizjonu Bombowego Ziemi Mazowieckiej. Zgodnie z rozkazem Naczelnego Wodza, po każdych trzech miesiącach sztandar był przekazywany do kolejnych, według numeracji, dywizjonów.  
Dzień 16 lipca ogłoszony został Świętem Lotnictwa Polskiego.
Z 318 dywizjonu sztandar trafił do polskiego kościoła w Londynie, a 10 lipca 1947 PSP uroczyście pożegnały i przekazały sztandar w depozyt Instytutowi Historycznemu im. gen. Sikorskiego. W dniu 4 września 1992 sztandar powrócił do Polski do Sali Tradycji „Szkoły Orląt” w Dęblinie. Od 2002 jego oficjalnym depozytariuszem zostało Muzeum Sił Powietrznych w Dęblinie.

## Upamiętnienie dokonań lotników z PSP
Świadectwem dokonań lotników Polskich Sił Powietrznych, z których wielu zginęło w walce, są:
- największy cmentarz polskich lotników w Newark-on-Trent, na którym był też grób generała Władysława Sikorskiego oraz jest pochowany prezydent Władysław Raczkiewicz,
- cmentarze polskich lotników rozsiane na terenie Europy w Niemczech, Belgii, Holandii i we Francji[17],
- Polish War Memorial koło bazy RAF Northolt,
- Pomnik Lotników Polskich w Warszawie, z listą 1879 poległych lotników w operacjach z Anglii.